# Villanueva de Matute
Villanueva de Matute es un despoblado de la Comunidad Autónoma de La Rioja (España), que existió en la comarca del Alto Najerilla desde los siglos X - XI hasta su desaparición cómo entidad propia en 1836, cuando su jurisdicción pasó a pertenecer a las vecinas localidades de Matute y Anguiano, ya en ese momento completamente despoblado.
El vecindario conocido primeramente como Villanueva, estaba formado por dos barrios, el de San Martín (hoy en día conocido como "La Granja") en la margen izquierda del río Najerilla, y el de "Las Cuevas" o de San Pedro en la margen derecha. El barrio de San Martín estaba situado sobre un pequeño rellano de la empinada margen izquierda del río Najerilla, muy próxima a él, con orientación Este y casi equidistante de Matute, unos 4 km, y de Anguiano, alrededor de 3 km. Mientras que Las Cuevas se situaba bajo la falda Noroeste de la "Mesa de Castillo", posiblemente en el paraje conocido como "Las Calles", situado a un kilómetro y medio de San Martín.
A partir del siglo XIV, cuando San Martín es abandonado como localidad y pasa a ser una explotación agropecuaria del monasterio de Valvanera, pasa a conocerse como la "Granja de Villanueva", o la "Granja de San Martín de Villanueva" y ahora, "La Granja" a secas. 

## Historia
El origen de Villanueva se remonta al siglo X, cuando los reyes navarros trataban de repoblar las tierras al sur del Ebro, aunque las primeras noticias suyas son del siglo XI como población vinculada al reino de Pamplona en su expansión por el Alto Najerilla. No obstante, hay conjeturas sobre una existencia muy anterior, incluso desde época romana, y una ocupación castellana previa.
Por su importante situación estratégica, hasta finales del siglo XI, existió en la Villanueva probablemente en el monte "Mesa de Castillo" un pequeño fuerte que servía de custodia de la entrada al valle del Najerilla, en el que las fuentes sitúan a un addenantato y senior, subordinado a su vez al señor de Tobía. Este señor de Tobía sería el custodio de la tenencia que abarcaba desde Tobía y Matute, a Pedroso y Anguiano.
En ese mismo siglo, en el año 1014 el barrio de "Las Cuevas" (concretamente la iglesia de San Pedro) pasará a dominio del monasterio de San Millán de la Cogolla por donación de Sancho III, aunque su dominio será breve puesto que para mediados del siglo XI, ya desaparecen todas las menciones a la propiedad de San Millán en favor de Valvanera; y el barrio de San Martín (en aquel momento todavía conocido como de Santa María) pasará a dominio del monasterio de Valvanera por donación parcial del pamplonés Sancho III el Mayor, posteriormente confirmada y ampliada en el siglo XII (año 1101 d. C.) por monarcas castellano-leoneses cuando la villa sea comprada por 500 áureas, poniendo al frente de esta a un prior encargado de la gestión de la producción para satisfacer las necesidades del monasterio. Valvanera utilizó a la villa como avanzadilla agrícola para cubrir una carencia originaria, lo que provocó roces continuos por derechos de jurisdicción con los pueblos limítrofes, las villas comuneras de Anguiano, Matute y Tobía, también enfrentadas por el aprovechamiento de pastos y montes y cuyas violentas consecuencias afectaron a sus habitantes.
La servidumbre a Valvanera y la presión de los pueblos enfrentados al monasterio motivó su abandono humano, que fue parcial en el siglo XI, buscando mejor fortuna en la Repoblación del Duero, motivo el cual, el rey Alfonso VII le concede en el año 1149 el fuero de la villa, para intentar paliar así el despoblamiento. No obstante, el abandono fue total en el siglo XIV con el traslado masivo de "San Martín" al barrio hermano de "Las Cuevas", por lo que pervivió jurídicamente. También existen teorías de que el despoblamiento de "San Martín" se produjo por una plaga de peste que azotaba la vecina Matute.
Por su parte, en el siglo XV desaparecería la localidad de "Las Cuevas", emigrando todos sus habitantes a la vecina localidad de Anguiano, en concreto al actual barrio de Cuevas, a dónde trasladaron la advocación de San Pedro, y dónde los monjes de Valvanera también tenían una 'granja' de explotación agropecuaria conocida como "el Palacio".
Por otro lado, en la zona de la antigua localidad de "San Martín", los monjes de Valvanera levantan en el siglo XIV una granja agropecuaria, reemplazando a los vecinos huidos por criados para el mantenimiento de la explotación, que mantuvo Iglesia y Ayuntamiento siempre dependientes del monasterio. Desde ese momento se instaura el conocido como "Priorato de La Granja de Villanueva", por lo que la localidad comienza a conocerse por el topónimo de "La Granja" en vez de por Villanueva.
Tras el incendio del monasterio de Valvanera por las tropas francesas en 1809, la congregación se refugia en el priorato hasta la restauración del monasterio en 1820.
Desapareció como entidad propia en 1835/6 con la Desamortización de Mendizábal, que enajenó sus bienes, transfiriéndolos a particulares mediante subasta del Estado en la cantidad de 10.000 reales. Entonces también pasó de hecho a las jurisdicciones de Matute y Anguiano, reconocida de derecho en 1871 por aplicación del Decreto de Señalamiento de Términos Municipales.

## Patrimonio
Tuvo iglesia con la advocación de Santa María, primero, y de San Martín después. Además de dos ermitas, San Clemente y Santa Columba, de las que quedan topónimos en el entorno que nos indican su posible situación. 
En el barrio de "Las Cuevas" hubo iglesia con advocación a San Pedro.

### Priorato de La Granja de Villanueva
Actualmente se conservan algunos restos del edificio principal de lo que fuese la explotación agropecuaria de los monjes de Valvanera, obra de 1715, construida en mampostería y sillería en esquinazos y huecos. Se trata de una construcción de planta rectangular, de grandes dimensiones (50 metros de largo por unos 20 de ancho), de tres alturas. El interior está dividido por dos grandes pasillos en forma de cruz, dividiendo el edificio en cuatro partes. La entrada se situaba en el centro de los lados más largos, y contaría con zona de habitaciones, capilla, molino, bodega, silos de cereal, almacenes de aperos, corrales, entre otros.
Su entorno está cerrado por una cerca en sus heredades inmediatas, pudiendo contemplar su aún majestuosa estampa desde la carretera que discurre hacia Anguiano y desde la ruta senderista GR-93*, que la roza.